# Leon Jaworski
Pour les articles homonymes, voir Jaworski.
Leon Jaworski (19 septembre 1905 - 9 décembre 1982), était le deuxième procureur spécial indépendant de l'affaire du Watergate. Nommé après le renvoi, à la demande de Richard Nixon, de son prédécesseur Archibald Cox, il poursuit le bras de fer de ce dernier avec le président américain, pour que ce dernier remette à la justice des bandes magnétiques du système d'écoutes de la Maison-Blanche. Il réclame ainsi 64 bandes, qui peuvent confirmer les témoignages concernant une conspiration pour étouffer le cambriolage du siège du Parti démocrate. Jaworski refuse la proposition intermédiaire de Nixon (livraison des transcriptions des écoutes par la Maison-Blanche), et demande à la Cour suprême de se prononcer. Celle-ci ordonne le 24 juillet à Nixon de remettre les bandes.

## Biographie

### Vie personnelle
Leon Jaworski repose au Memorial Oaks Cemetery de Houston dans le Texas aux côtés de son épouse Jeanette Jaworski.

### Archives
Les archives de Leon Jaworski sont déposées et consultables à la bibliothèque de l'Université Baylor de Waco dans le Texas.